# 迪爾馬
迪爾馬（法語：Dirma），是馬里的城鎮，位於該國中部，由莫普提區的尤瓦魯省負責管轄，面積699平方公里，海拔高度270米，2009年人口8,121，人口密度每平方公里12人。